# جورجیو تورچی
جورجیو تورچی (انگلیسی: Giorgio Turchi؛ زادهٔ ۲۷ ژانویهٔ ۱۹۳۱) بازیکن فوتبال اهل ایتالیا است.
از باشگاه‌هایی که در آن بازی کرده‌است می‌توان به باشگاه فوتبال کارپی، باشگاه فوتبال یوونتوس، باشگاه فوتبال بولونیا، باشگاه فوتبال کالیاری، باشگاه فوتبال چزنا، و باشگاه فوتبال ویچنزا اشاره کرد.